# Liina Tõnisson
Liina Tõnisson (nascida a 24 de maio de 1940, em Tallinn) é uma política estoniana. Ela foi membro do VII, VIII, IX, X e XI Riigikogu.
Em 1964 ela formou-se no Instituto Politécnico de Tallinn em economia de engenharia.
De 1995 a 2004 foi membro do Partido do Centro da Estónia. De 1995 a 2002, foi Ministra dos Assuntos Económicos no segundo governo de Tiit Vähi e, de 2002 a 2003, foi Ministra dos Assuntos Económicos e Comunicações no governo de Siim Kallas.